# 釋希圓
釋希圓（826年—895年），俗姓張，姑蘇人，為唐朝越州應天山寺沙門，上升彌勒內院淨土之高僧。

## 生平
希圓法師出生於富裕之家，宗親為當地富豪，然法師不染世俗財利，捨俗出家。登壇受具足戒後，便行腳遊學四處參訪，從不滯留於一處。法師勤修戒定慧三學，對經理論學的學識博通暢達，而備受推崇，著有《玄中鈔》數卷。。
希圓法師專修彌勒淨土法門，常勸人趕緊修持彌勒淨業發願往生兜率天內院。法師精進禮佛拜懺，無一日懈怠，勤修六事，發願往生彌勒菩薩兜率內院淨土。唐昭宗乾寧二年（895年）四月，法師在一日常講法中，於法座上安然坐化圓寂，與會徒眾聞到奇異薰香伴隨著天樂鼓奏，一直持續了七天，此為證明希圓法師上升兜率淨土的吉祥證兆。荼毘 後，收得七百多粒舍利子，希圓法師舍利子後來被四明人攜往新羅國供奉。

## 著作
- 《玄中鈔》數卷